# 서창선초등학교
서창선초등학교는 대한민국 경상남도 남해군 창선면 서부로 1058-18(율도리 546)에 있었던 공립 초등학교이다.

## 학교 연혁
- 1939년 3월 27일 서창선공립심상소학교 설립인가
- 1941년 4월 1일 서창선공립국민학교 개칭
- 1946년 9월 1일 8학급 편성
- 1996년 3월 1일 서창선초등학교로 개칭
- 1999년 2월 20일 제55회 졸업식 (3,835명)
- 1999년 9월 1일 창선초등학교에 통폐합

## 폐교 이후
폐교 이후, 서창선초등학교 부지에는 남해보물섬고등학교가 개교하였다.